# Forame interventricular

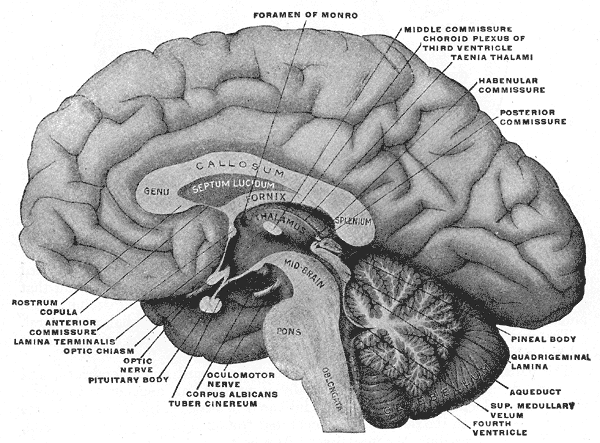
Cérebro humano

No cérebro, o forame interventricular (ou forame de Monro) são canais que conectam os ventrículos laterais com o terceiro ventrículo na linha média do cérebro. Como canais, eles permitem que o líquido cefalorraquidiano produzido nos ventrículos laterais atinja o terceiro ventrículo e o resto do sistema ventricular do cérebro. Eles também contém plexo coróide, uma estrutura especializada em produzir o líquido cefalorraquidiano.